# Charles Flahault
Charles Henri Marie Flahault (* 3. Oktober 1852 in Bailleul (Nord); † 3. Februar 1935 in Montpellier) war ein französischer Botaniker und einer der Begründer der Pflanzensoziologie. Sein botanisches Autorenkürzel lautet „Flahault“.

## Leben und Wirken
Nach dem Abitur 1872 absolvierte Flahault eine Lehre als Gärtner im Jardin des Plantes in Paris, wo der Botaniker Joseph Decaisne auf ihn aufmerksam wurde. Bei Decaisne erhielt er privaten Unterricht. Ab 1874 studierte er an der Sorbonne bei Philippe Édouard Léon Van Tieghem (1839–1914). 1878 wurde er promoviert.
Danach studierte er an der Universität Uppsala (zusammen mit Gaston Bonnier), wo er intensive Kontakte mit skandinavischen Kollegen aufnahm. Aus dieser Zeit stammen auch mehrere Arbeiten, in denen er die Vegetationsverhältnisse in Skandinavien und den Alpen vergleichend untersuchte. 1883 erhielt er einen Ruf als Professor für Botanik an der Universität Montpellier. 1890 gründete er in Montpellier das Botanische Institut. Ebenfalls im Jahr 1890 wurde er zum Mitglied der Leopoldina gewählt. Nach seiner Emeritierung lebte er in Montpellier.
Flahault hat 1893 den floristisch definierten Begriff der Assoziation als grundlegende Einheit der Pflanzensoziologie geprägt und diesen zusammen mit Carl Schroeter auf dem Internationalen Botanikerkonkress 1910 in Brüssel etabliert. Flahault, dessen Hauptinteresse neben den theoretischen Grundlagen den Waldgesellschaften des mediterranen Raumes galten, wurde 1927 emeritiert.
Einer seiner Schüler war Josias Braun-Blanquet, der die pflanzensoziologische Methodik konsequent ausbaute.
Zusammen mit Jean-Baptiste Édouard Bornet arbeitete Fahault auf dem Gebiet der Taxonomie der Algen (insbesondere Blaualgen) und Pilze.

## Mitgliedschaften und Ehrungen
- 1888: Mitglied der Königlichen Physiographischen Gesellschaft in Lund
- 1904: Mitglied der Académie des sciences
- 1905: Mitglied der Königlichen Gesellschaft der Wissenschaften in Uppsala
- 1907: Ehrendoktor der Universität Uppsala

## Schriften
- Les zones botaniques dan le Bas-Languedoc et les pays voisins. Bull. Soc. Bot. France 40:35-62. 1893 Paris.
- mit Carl Schröter (Hg.): Phytogeographische Nomenklatur. Berichte und Vorschläge Berichterstatter der Kommission für phytogeographische Nomenklatur. III. Congrès international de Botanique Bruxelles 14-22. Zürich 1910.

## Quelle
- Pascal Acot (Hrsg.): The European origins of scientific ecology (1800-1901). Routledge, Amsterdam 1999. ISBN 90-5699-103-5